# اینسایووسور
اینسایووسور یا پیش‌دندان‌خزنده (نام علمی: Incisivosaurus) نام یک گونه از کلاد دست‌قاپان است.